# نوکلوویتسه
نوکلوویتسه (به چکی: Neveklovice) یک منطقهٔ مسکونی در جمهوری چک است که در ناحیه ملادا بولسلاو واقع شده‌است.